# Most Ždrelac
Most Ždrelac je 210-metrski ločni most, ki nosi državno cesto D110, ki povezuje otoka Ugljan in Pašman na Hrvaškem. Prvotni most je bil dokončan leta 1972, vendar je rekonstrukcija leta 2009 povečala glavni razpon (zamenjala tri razpone z enim) in razširila cesto.
Trenutno glavni razpon sestoji iz 68-metrskega jeklenega loka, ki drži 11,8 metrov široko cesto. Obnovitvena dela so vključevala tudi okrepitev stebrov, ki podpirajo osrednjo razponsko ločno konstrukcijo. Stroški obnovitvenih del naj bi bili 17,17 milijona hrvaških kun. Rekonstrukcijska dela je izvedlo podjetje Konstruktor iz Splita.